# 俞剑华
俞剑华（1895年—1979年），原名德，学名琨，以字行，男，山东济南人，中国画家、画学理论家。